# Quicksilver (logiciel)
Quicksilver est un logiciel libre fonctionnant sous le système d'exploitation Mac OS X. Il permet aux utilisateurs d'utiliser le clavier d'ordinateur pour effectuer rapidement certaines actions, telles que :
- démarrer des applications
- manipuler des fichiers et données
- lancer des scripts
- envoyer des courriels
- effectuer des recherches

Ce logiciel dispose de nombreux greffons, qui permettent de l'adapter à ses besoins.

## Description des principaux greffons
- Abracadabra: permet d'effectuer des actions en dessinant des motifs avec la souris.

## Libération du code
Le 6 novembre 2007, Nicholas Jitkoff, développeur de l'application a décidé de libérer les sources de son logiciel. Disponibles sur le projet d'hébergement de code Google Code, les sources sont distribuées sous la licence Apache 2.0,.
Depuis novembre 2010, le code se trouve sur GitHub.